# Варкізька угода
Варкізька угода — угода, укладена 12 лютого 1945 у Варкізі, поблизу Афін, між Національно-визвольним фронтом Греції (ЕАМ) і урядом Ніколаоса Пластіраса після 50-денного збройного опору грецьких патріотів англійським інтервентам та їхнім ставленикам у Греції.

## Умови
Угода передбачала скасування воєнного стану, амністію всім політичним в'язням, звільнення заручників, встановлення в країні свободи слова, друку, зборів, профспілок. Уряд країни зобов'язувався очистити державний апарат від осіб, які співпрацювали з нацистськими окупантами, роззброїти всі збройні загони і створити регулярну армію.
Варкізька угода передбачало проведення плебісциту про державний устрій країни, а потім загальних вільних парламентських виборів. На цих умовах керівництво ЕАМ погоджувалося роззброїти Народно-визвольну армію Греції (ЕЛАС).

## Наслідки
ЕАМ виконав свої зобов'язання: війська ЕЛАС були розформовані, зброю здано урядовим органам. Проте уряд не тільки не виконав своїх зобов'язань, а й озброїв зданою частинами ЕЛАС зброєю нові загони.
Варкізька угода обернула політичну поразку ЕАМ на військову. В той час як ЕЛАС опинилась поза законом, інші праві угруповання та грецька армія могли продовжувати боротьбу із комуністами. Під політичну амністію підпадали одиниці, оскільки в попередні роки більшість дій груп Руху Опору класифікувались як кримінальні злочини. Зрештою влада змогла на легітимній основі заарештувати близько 40 тисяч солдатів ЕЛАС і комуністів. Близько 5 тисяч учасників Руху Опору втекли до Югославії.
Після фальсифікованого плебісциту 1 вересня 1946 року в країні було відновлено монархію.